# Krasna Hora
Krasna Hora (ukr. Красна Гора) – osiedle typu miejskiego na Ukrainie, w obwodzie donieckim, w rejonie bachmuckim, w hromadzie Sołedar. W 2001 liczyło 690 mieszkańców, wśród których 413 wskazało jako ojczysty język ukraiński, a 277 rosyjski.